# Ida Rosenthal
Ida Rosenthal, född 9 januari 1886 i Minsk, Belarus, död 29 mars 1973, var en belarusisk-amerikansk sömmerska som uppfann BH:n.
Ida Rosenthal emigrerade till USA vid 18 års ålder, och grundade år 1922 i Bayonne, New Jersey, företaget Maidenform som sålde damkläder. Samma år fick hon en idé att skapa ett plagg med två kupor för brösten, varmed BH:n skapades. Bakgrunden till uppfinningen var att kunder uttryckt missnöje med passformen på butikens överdelar, och i stället för att ändra överdelarna ändrade Rosenthal kvinnokropparna med BH:n. Trots att USA led ekonomiskt under den stora depressionen blev BH:n en försäljningsframgång från 1930-talet, då plagget kunde designas efter trenderna om hur kroppen skulle var formad. Företaget låg också bakom införande av de kupstorlekar som fortfarande används internationellt.